# VI Rezerwowy Korpus Armijny (Cesarstwo Niemieckie)
VI Rezerwowy Korpus Armijny  (niem. VI. Reserve-Korps)  – wyższy rezerwowy związek taktyczny Armii Cesarstwa Niemieckiego. 
W sierpniu 1914 rozwinięto w Niemczech do etatów wojennych związki operacyjne (armie). W skład 5 Armii wszedł między innymi VI Rezerwowy Korpus Armijny. W I wojnie światowej korpus walczył na froncie zachodnim.

## Struktura organizacyjna
Skład od 2 VIII 1914 do 20 IX 1915:
- dowództwo korpusu
- 11 Rezerwowa Dywizja Piechoty
- 12 Rezerwowa Dywizja Piechoty